# 四角刻叶菱
四角刻叶菱（学名：Trapa incisa）是千屈菜科菱属的植物。分布于越南、老挝、泰国、马来西亚、印度尼西亚、日本以及中国大陆的江苏、安徽、江西、河南、湖北、湖南、四川、云南等地，生长于海拔2,000米至2,700米的地区。

## 别名
野菱（安徽、福建）

## 种下等级
- Trapa incisa Sieb. et Zucc. var. quadricaudata Gluck.
- Trapa natans auct. non L.